# 삼곡역
삼곡역(Samgok station, 三谷驛)은 충청북도 단양군 매포읍 삼곡리에 위치한 중앙선의 철도역이다.
이 역에서 분기하는 전용선을 통해 한일시멘트 단양공장과 연결되어 있어 시멘트 등 화물 수송을 수행하는 역이다.

## 역명 유래
마을이 세 골짜기로 되어있어 삼실 또는 삼곡이라 한 데에서 비롯되었다.

## 역사
- 1942년 4월 1일 : 보통역으로 개업[1]
- 1968년 10월 1일 : 역사 준공
- 1986년 12월 20일 : 5급역으로 승격[2]
- 1987년 8월 7일 : 역사 준공
- 1988년 1월 1일 : 소화물 취급 중지[3]
- 2004년 6월 21일 : 집중호우로 인한 산사태로 선로 50m가 매몰되어 이 구간의 열차운행이 중지된 적이 있다.
- 2005년 11월 1일 ~ 2007년 12월 : 구내 배선 개량공사를 위하여 여객 취급을 일시 중지하였으나, 예정기간이 종료된 후에도 여객취급을 재개하지 않았다.
- 2009년 12월 29일 : 신역사로 역무이전
- 2011년 3월 31일 : 제천역 ~ 도담역 복선전철화 완료, 여객 취급 중지[4]
- 2017년 12월 18일 : 화물 취급 개시[5]